# Abelardo Linares
Abelardo Linares Crespo (Sevilla, 1952) es un poeta, bibliófilo y editor español en lengua española, Premio de la Crítica en 1991 por el libro Espejos. Empezó vendiendo libros en el Rastro madrileño y más tarde se hizo librero de viejo y editor. En 1974 fundó, en el Barrio de Santa Cruz de Sevilla, la librería de libros viejos y antiguos Renacimiento, especializada desde un principio en literatura española e hispanoamericana y enriquecida por la compra de un millón de libros de la colección del librero Eliseo Torres de Nueva York. En 1981 creó el sello editorial Renacimiento y en 1999 Ediciones Espuela de Plata, aunque originalmente centró su labor editorial en la poesía contemporánea, amplió luego su catálogo a otros géneros.
Obra poética: Mitos (1971−1978; Editorial Comares, 1979), Sombras (1979−1985; Editorial Renacimiento, 1986), Espejos (1986−1991; Pre−Textos, 1991), Y ningún otro cielo (1993−2009; Tusquets, 2010).